# Nova Lacerda
Nova Lacerda este un oraș în Mato Grosso (MT), Brazilia.